# Lipienica (gromada)
Lipienica (od 1 I 1958 Kowalewo) – dawna gromada, czyli najmniejsza jednostka podziału terytorialnego Polskiej Rzeczypospolitej Ludowej w latach 1954–1972.
Gromady, z gromadzkimi radami narodowymi (GRN) jako organami władzy najniższego stopnia na wsi, funkcjonowały od reformy reorganizującej administrację wiejską przeprowadzonej jesienią 1954 do momentu ich zniesienia z dniem 1 stycznia 1973, tym samym wypierając organizację gminną w latach 1954–1972.
Gromadę Lipienica z siedzibą GRN w Lipienicy utworzono – jako jedną z 8759 gromad na obszarze Polski – w powiecie wąbrzeskim w woj. bydgoskim, na mocy uchwały nr 24/16 WRN w Bydgoszczy z dnia 5 października 1954. W skład jednostki weszły obszary dotychczasowych gromad Chełmonie (bez części gruntów leśnych) i Lipienica, ponadto wieś Chełmoniec i majątek Gapa z dotychczasowej gromady Chełmoniec (a więc bez miejscowości Gajewo) oraz wieś Bielsk i kolonia Bielskie Budy z dotychczasowej gromady Bielsk (a więc bez miejscowości Szychowo) ze zniesionej gminy Kowalewo w tymże powiecie. Dla gromady ustalono 23 członków gromadzkiej rady narodowej.
1 stycznia 1956 gromadę włączono do nowo utworzonego powiatu golubsko-dobrzyńskiego w tymże województwie.
Gromadę Lipienica zniesiono 1 stycznia 1958 w związku z przeniesieniem siedziby GRN z Lipienicy do Kowalewa i zmianą nazwy jednostki na gromada Kowalewo.